# 나빛나
나빛나는 《포켓몬스터》에 나오는 가공의 인물이다. 원작의 이름은 히카리(일본어: ヒカリ)이며 파트너는 팽도리이다. 베스트 위시 시즌1에서는 호연 지방을 여행하였고, 시즌2에서는 성도 지방을 여행하였다. 성우는 토요구치 메구미와 정미숙과 김현지(BW)가 맡았다.
포켓몬스터 DP에서 여주인공이고, 포켓몬스터 베스트위시 시즌2 85화~93화에서는 포켓몬 월드 토너먼트 주니어 컵에 참여하기 위해 지우 일행과 동행한다. 그 이후에는 성도 지방의 윤진컵에 참가하기 위해 헤어진다. 포켓몬스터DP 디아루가·펄기아, 포켓몬스터Pt 기라티나, 포켓몬 레전드 아르세우스의 여주인공을 모델로 하였다.

## 정보
- 신오 지방의 떡잎 마을 출신이다.
- 포켓몬스터 DP 1화에서 팽도리를 파트너로 선택하였다.
- 포켓몬스터 DP 2화에서 피카츄의 공격으로 자전거가 부서졌다.
- 지우와는 피카츄를 보호하려다가 만나게 되었다.
- "괜찮아"라는 말버릇이 있다.[1]
- 플러시와 마이농의 전기 공격으로 머리가 헝클어져, 빛나리라는 별명을 가지고 있다. (DP 162화에 플러시와 마이농에 극복할 수 있었다.)
- 포핀 만들기에 소질을 가지고 있다.
- 오박사와 오바람보고 각각 센류하는 사람, 센류하는 사람의 손자라 부른다.
- DP 스페셜에서는 호연 지방으로 팽도리만 데리고 가려 했지만, 포켓몬 전원을 데리고 가게 된다.
- 지우와 마찬가지로 아빠는 계시지 않고, 엄마(진희)와 같이 살고 있다. 엄마는 전직 톱 코디네이터였으며, 나옹마를 파트너로 삼고 있다.
- 빛나의 라이벌은 소망, 건오, 라라, 시호, 캔디 로사리나이다.
- 포켓몬스터 베스트 위시 시즌2 87화에서 난천의 별장에서 재등장하여, 88화에 지우와 재회한 후 93화까지 다시 지우 일행과 동행하였다.
- 하나지방에 왔을 때, 뇌문시티에서 포켓몬 뮤지컬과 카밀레의 패션쇼를 관람하였다.
- 빛나 역시 포켓몬 월드 토너먼트 주니어 컵에 출전하였지만, 8강전에서 아이리스에게 패했다.
- BW2 9화에서 윤진컵에 출전하기 위해 성도 지방으로 다시 여행을 떠난다.
- BW2 58화의 지우의 회상 장면에 등장한다.
- 아쉽게도 남자친구인 광휘와는 같이 등장하지 못했다.

### 포켓몬 콘테스트
- 축복 대회(DP 11화) 때 데뷔하여 꽃향기 대회, 윤진 컵, 봉신 대회, 으름 대회, 산파 대회 등에서 DP 162화까지 리본을 5개 얻어 그랜드 패스티벌에 진출하였다.
- 연고 대회와 신수 대회에서 과시로 인해 1차 심사에서 떨어졌다.
- 신오 그랜드 패스티벌에서 준우승을 하였다.

## 소지 포켓몬

### 현재 소지하고 있는 포켓몬

#### 팽도리(파트너 포켓몬)
| 포켓몬                                  | 도감번호 | 첫등장                               | 마지막 등장 |
| --------------------------------------- | -------- | ------------------------------------ | ----------- |
| 팽도리 성별 : 수컷 소지품 : 변함없는 돌 | #393     | 포켓몬스터 DP 제 1화/2006년 9월 28일 | 현재 소지중 |

- 빛나의 첫번째 포켓몬이자 빛나의 유일한 수컷 포켓몬이다.[2]
- DP 1화에서 마박사 연구소에서 신참 트레이너가 오기를 기다렸다가 같은 초보자용 포켓몬인 불꽃숭이와 실랑이를 일으켜 연구소를 뛰쳐나와 버린다. 이후 팽도리를 데리러 온 빛나에 대해서는 반발하고 있었지만, 야생의 아리아도스에 습격당한 때 빛나가 자신을 감싸, 아리아도스를 격퇴하고 빛나를 돕고 서로 인연이 닿았다.
- 빛나의 콘테스트 데뷔전이었던 축복 대회에서는 1차 심사를 돌파. 꽃향기 대회 2차심사에서 로사리나와 건오를 깨고 빛나를 우승케 만들었다. 연고 대회에서는 1차 심사에서 파치리스와 함께 출전, 탈락하고 말았다. 윤진컵에서는 가재장군과 글레이시아를 깨고 빛나에게 2번째 우승을 이끌어 냈다.
- 포켓몬 흉내내기 대회에도 참가하였다. 뿔충이로 변장하였고, 사랑스러운 변장 모습은 호평을 받았다가 무대에 올라 뿔충이가 사용하지 않는 "거품광선"를 사용해 버려 실격되었다.
- DP 67화에서 빛나의 첫 체육관전인 장막 체육관전에서 빛나가 3번째로 사용했다. 매우 강한 루카리오에 대해 끈질기게 싸우다 패했다.
- DP 122화에서 진화의 현상이 보이지만, 팽도리는 빛나와 처음 만났을 때의 추억을 소중히 하고, 팽도리 그대로 빛나를 지키고 싶다는 생각에서 "참기"로 진화를 억제하고 있었다. 그러나 "참기"를 많이 사용하여 체력을 심하게 소모하여 쓰러지는 사태를 겪었다. 이 때문에 포켓몬 센터의 간호순에서 받은 "변함없는 돌"에 의해 진화를 억제하게 된다.
- 빛나가 가장 의지하는 비장의 카드이며, 지우의 피카츄와 함께 동료 포켓몬들을 통솔하는 리더적인 존재이기도 하다.
- 빛나의 포켓몬들 중에서는 소지 체재 기간이 가장 길기 때문에 빛나의 말을 전혀 듣지 않았던 메꾸리를 어떻게든 말을 듣게 하려고 뒤에서 눌러 움직이려 하고, 선배답게 확고한 면도 있다.
- 기본적으로 빛나의 말을 잘 듣지만, 빛나에게 반발하는 경우도 있다.
- 솔직한 면이고, 포켓몬 콘테스트에 노력하는 등 노력면에서 신나는 성격.
- 심지는 강하지만 서투르다. 프라이드가 높은 성격 때문에 때로는 엉뚱한 면이 있어, 의지가 표류하고 실패하거나 위험한 눈에 당하거나 때로는 무리가 되어 쓰러진다.
- 일부 사건에 나서서 해결하려 하지만 실패한다.
- DP 66화부터는 지우의 피카츄처럼 몬스터 볼에 나온 그대로 행동하고 있다.
- 포켓몬들의 실패한 기술을 다 맞는다. (DP 156화부터 등장한 지우의 딥상어동의 실패한 용성군을 팽도리가 다 맞았다. 그 이후 DP 164화에서 팽도리는 참다하다 가출하였다.)
  - 하지만 팽도리가 사라졌을 때나 DP 173화의 메타몽이 팽도리로 변신하였을 때에는 팽도리를 찾기 위해 딥상어동의 용성군을 사용하기도 한다.
- DP 11기 극장판과 DP 92화부터는 정식 주인공으로 승격되어, 엔딩 크레딧의 위치가 주인공 크레딧의 빛나 아래(5번째)에 위치한다. (DP91화까지는 피카츄와 나옹을 제외한 포켓몬 크레딧에 위치하였다.)
- 팽도리가 인사하면 다른 포켓몬들은 무시를 한다.
- DP 143화에서 빛나의 포켓몬이 된 브케인은 빛나에 대한 질투로 인해 타협이 나쁘고, 서로의 엉덩이를 내려고 하고 항상 싸우고 있다.
- BW2 2화에서 메로엣타를 보고 한눈에 반하며, 빛나와 덴트의 시합 도중에 메로엣타와 악수하게 된다. 이로 인해 시합이 중단되고, 그 이후 지우의 수댕이와 삼각관계에 이르게 되지만, 빛나가 성도지방으로 떠나면서 수댕이와는 눈물의 인사를 한다.
- BW2 58화의 지우의 회상 장면에서 등장한다.
- 성별은 수컷.
- 우는 경우가 많다.
- 사용하는 기술은 거품광선(DP 1화~), 바다회오리(DP 26화~192화), 쪼기(DP 1화~192화), 참기(DP 1화~164화), 하이드로펌프(DP 164화~BW 89화), 냉동빔(BW 88화~), 회전부리(BW 88화~), 박치기(BW 89화~)이다.

#### 이어롤
| 포켓몬             | 도감번호 | 첫등장                                | 마지막 등장 |
| ------------------ | -------- | ------------------------------------- | ----------- |
| 이어롤 성별 : 암컷 | #427     | 포켓몬스터 DP 제 9화 2006년 11월 16일 | 현재 소지중 |

- DP 9화에서 삐딱구리가 던진 야채를 화려하게 받은 지우의 피카츄를 보고 첫눈에 반한 뒤 계속 피카츄를 좋아하고 있다. 피카츄는 이런 이어롤에 대해 곤란해한다.
- 사용하는 기술은 냉동빔(DP 9화~), 잼잼펀치(DP 9화~), 뛰어오르다(DP 9화~)이다.

#### 파치리스
| 포켓몬   | 도감번호 | 첫등장                               | 마지막 등장 |
| -------- | -------- | ------------------------------------ | ----------- |
| 파치리스 | #417     | 포켓몬스터 DP 제 19화 2007년 2월 8일 | 현재 소지중 |

- 귀여운 외모로 빛나를 사로잡았지만, 빛나 일행의 다른 포켓몬을 농락하여 빛나는 파치리스를 놓아주었다. 하지만, 로켓단이 빛나 일행한테 접착제를 뿌리자 파치리스가 그 접착제를 제거하여 빛나가 잡게 되었다.
- DP 114화에서 콘테스트 결승전에서 우라라의 가바이토에게서 승리하였다.
- DP 175화에서 만무의 얼음결정으로 얼음의 샹델리아를 완성하였다.
- 사용하는 기술은 방전 (DP 19화~), 천사의 키스(DP 19화~), 스파크(DP 19화~), 분노의 앞니(DP 114화~)이다.

#### 브케인→마그케인
| 포켓몬   | 도감번호 | 첫등장                                 | 마지막 등장 |
| -------- | -------- | -------------------------------------- | ----------- |
| 마그케인 | #156     | 포켓몬스터 DP 제 143화 2009년 10월 1일 |             |

- DP 141화에서 신오 지방에서 열린 성도 패스타에서 금선과 배틀하여 승리하여 받은 알에서 태어났다.
- 팽도리에게 질투심을 가지고 있다.
- 포켓몬스터 DP 스페셜편은 포켓몬스터 DP가 종영 되고 난 다음 나온 번외 편이다.포켓몬스터 DP 스페셜편 #1 빛나! 새로운 여행 떠나다! 편에서 브케인이 마그케인으로 진화를 했다.
- 사용하는 기술은 스피드스타(DP 144화~), 연막(DP 144화~), 화염자동차(DP 144화~), 분화(DP 192화~)이다.

#### 토게키스
| 포켓몬               | 도감번호 | 첫등장                                | 마지막 등장 |
| -------------------- | -------- | ------------------------------------- | ----------- |
| 토게키스 성별 : 암컷 | #468     | 포켓몬스터 DP 제 169화 2010년 4월 1일 | 현재 소지중 |

- DP 169화에서 사루비아 공주가 그랜드 패스티벌에 데려달라고 하여 빛나에게 양도하였다.
- 친절한 성격이다.
  - 팽도리가 인사해도 무시하지 않고 친절을 접한다.
  - 팽도리를 딥상어동의 용성군에서 구해낸다.
  - 팽도리와 피카츄를 태우고 하늘을 난다.
- 팽도리와 함께 그랜드 패스티벌 준결승전에 나가게 되어 캔디 로사리나의 세비퍼를 꺾고 결승전에 진출하였다.
- 지우의 찌르호크와 함께 정찰에 이용된다.
- 사용하는 기술은 불새(DP 169화~), 신비의 부적(DP 169화~), 에어슬래시 (DP 169화~), 파동탄(DP 169화~)이다.

#### 맘모꾸리
| 포켓몬   | 도감번호 | 첫등장                 | 마지막 등장                            |
| -------- | -------- | ---------------------- | -------------------------------------- |
| 꾸꾸리   | #220     | 포켓몬스터 DP 제 84화  | 포켓몬스터 DP 제 104화 메꾸리로 진화   |
| 메꾸리   | #221     | 포켓몬스터 DP 제 104화 | 포켓몬스터 DP 제 106화 맘모꾸리로 진화 |
| 맘모꾸리 | #473     | 포켓몬스터 DP 제 106화 | 현재 소지중                            |

- DP 84화에서 빛나가 잡은 포켓몬이다.
- 104화에서 메꾸리로, 106화에서 맘모꾸리로 진화했다. 빛나의 포켓몬중 유일한 3단 진화형이다.
- 처음 꾸꾸리일때는 빛나의 말을 잘 들었으나 메꾸리로 진화한 후부터 맘모꾸리로 진화할 때까지 빛나의 말을 듣지 않았으나 119화에서 보스로라에게 다쳐서 치료를 받은 이후 빛나의 말을 듣게 된다.
- 빛나의 포핀을 매우 좋아하기 때문에 다른 포켓몬들에게 만들어준 포핀을 모두 먹어버리는 일이 자주 나온다.
- 하나지방의 포켓몬 월드 토너먼트 주니어컵에서 아이리스의 망나뇽과 붙었는데 아쉽게 패배했다.
- 사용기술은 구멍파기(DP 84화~), 돌진(DP 84화~), 얼음뭉치(DP 84화~), 원시의힘(DP 106화~), 잠재파워(DP 134화~), 얼음엄니(BW 93화~)이다.

## 과거 소지 포켓몬

### 브이젤
| 포켓몬             | 도감번호 | 잡은 에피소드         | 놓아준 에피소드                                             |
| ------------------ | -------- | --------------------- | ----------------------------------------------------------- |
| 브이젤 성별 : 수컷 | #418     | 포켓몬스터 DP 제 34화 | 포켓몬스터 DP 제 55화 2007년 11월 22일 지우의 에이팜과 교환 |

### 에이팜→겟핸보숭
| 포켓몬               | 도감번호 | 첫등장                                                      | 마지막 등장                                                              |
| -------------------- | -------- | ----------------------------------------------------------- | ------------------------------------------------------------------------ |
| 에이팜 성별 : 암컷   | #190     | 포켓몬스터 제 DP 55화 2007년 11월 22일 자신의 브이젤과 교환 | 포켓몬스터 DP 제 60화 신수유적에서 더블어택을 익히고 겟핸보숭으로 진화   |
| 겟핸보숭 성별 : 암컷 | #424     | 포켓몬스터 DP 제 60화 신수유적에서 진화                     | 포켓몬스터 DP 제 124화 탁구대회에 관심을 가지게 되어 오우에게 스카우트됨 |

1. ↑  다만, 실제로 괜찮았던 적은 매우 적다.
2. ↑  지우와 교환 전인 브이젤을 제외한다면 말이다.